# Шихлінська Лейла Фаррух-кизи
Лейла Фаррух-кизи Шихлінська (азерб. Leyla Fәrrux qızı Şıxlinskaya, нар. 12 червня 1947, Москва) — азербайджанська і радянська акторка, балетмейстерка-педагогиня, доктор мистецтвознавчих наук, народна артистка Азербайджану, членкиня Спілки кінематографістів СРСР, засновниця приватної клініки Лейли Шихлінської в Баку.

## Життєпис
Лейла Фаррух кизи Шихлінська народилася 12 червня 1947 року у Москві. За національністю вона азербайджанка. Авторка понад 100 наукових статей.
Знімалася в таких фільмах, як «Аршин мал алан» (1965, Гюльчохра), «День пройшов» (1971, Есмер), «Деде Горгуд» (1975, Бану-Чічек) тощо.
Першою в кіно була роль Гюльчохра у фільмі «Аршин мал алан», знятому за мотивами однойменної оперети Узеїра Гаджибекова. У цей період Лейла Шихлінська навчалася в училищі і займалася балетом (за сценарієм, нова Гюльчохра повинна була вміти танцювати) і пройшла проби в сцені на балконі, де головна героїня мріє одружитися з коханим. Однак партнер Лейли Шихлінської на пробах Рашид Бейбутов (який грав головного героя у фільмі 1945 року) був незадоволений акторкою через її відносно високий зріст.
На роль Асмер, головної героїні фільму «День пройшов», спочатку була призначена акторка Шафіга Мамедова, але вона не пройшла проби на роль юної Асмер, яка навчалася в школі. Тоді Лейлі Шихлінській прийшла телеграма з пропозицією приїхати на проби головної героїні фільму «День пройшов». Однак спочатку сценарист фільму Анар був незадоволений вибором нової акторки, але після виходу фільму змінив свою думку.
Лейла Шихлінська викладала в школі Большого театру відразу три дисципліни. У період з 1990 по 1992 роки вона була балетмейстеркою трупи «Дягілєв-балет». З 1992 року Лейла Шихлінська була художньою керівницею організованого нею в Москві експериментального балетного творчого центру «Шейла».
У 1987 році здобула ступінь кандидата мистецтвознавства. У 1993 році Лейлі Шихлінській було присвоєно звання Заслуженої артистки Азербайджану.

## Особисте життя
Лейла Шихлінська була одружена чотири рази. Найдовше, 19 років, прожила з Андрієм Логіновим, з рештою — по чотири роки. Має доньку Джейлу (грала доньку героїні Шихлінської у фільмі «Дачний сезон» 1985 року за мотивами твору Ельчіна Ефендієва) і молодшого сина Філіпа. Джейла працює дитячою психологинею у Дубаї, де відкрила «школу Монтессорі», Філіп також працює в Дубаї архітектором-дизайнером і ростить двох дітей.

## Бізнес
Лейла Фаррух-кизи Шихлінська заснувала першу приватну багатопрофільну клініку в Баку.
У 2017 році проти приватної медичної клініки Лейли Шихлінської в Баку було порушено кримінальну справу за статтею 213 (ухилення від податків) Кримінального кодексу Азербайджанської Республіки. Шихлінська і співробітники клініки були притягнуті до слідства і звинувачені в ухиленні від сплати податків на суму понад двох мільйонів манатів.

## Фільмографія
- Сила протягу (1964)
- Аршин мал алан (1965)
- День пройшов (1971)
- Співає Муслім Магомаєв (1971)
- «Фламінго, рожевий птах» (1972)
- Берег спогадів (1972)
- Перша година життя (1973)
- Деде Коркут (1975)
- Червоне і чорне (1976)
- День народження Данте (1978)
- Дачний сезон (1985)
- Вікно печалі (1986)
- Дівчина свідок (1990)